# أدريان ميلر (كاتبة)
أدريان ميلر (بالإنجليزية: Adrienne Miller)‏ (1972)؛ صحفية، كاتِبة وروائية أمريكية.